# Тємбі
Тє́мбі (ест. Tömbi küla) — село в Естонії, у волості Вільянді повіту Вільяндімаа.

## Населення
Чисельність населення на 31 грудня 2011 року становила 32 особи.

## Історія
З 19 грудня 1991 до 5 листопада 2013 року село входило до складу волості Пайсту.